# Dillwynia juniperina
Dillwynia juniperina là một loài thực vật có hoa trong họ Đậu. Loài này được Lodd. miêu tả khoa học đầu tiên.